# ジャクソンホール

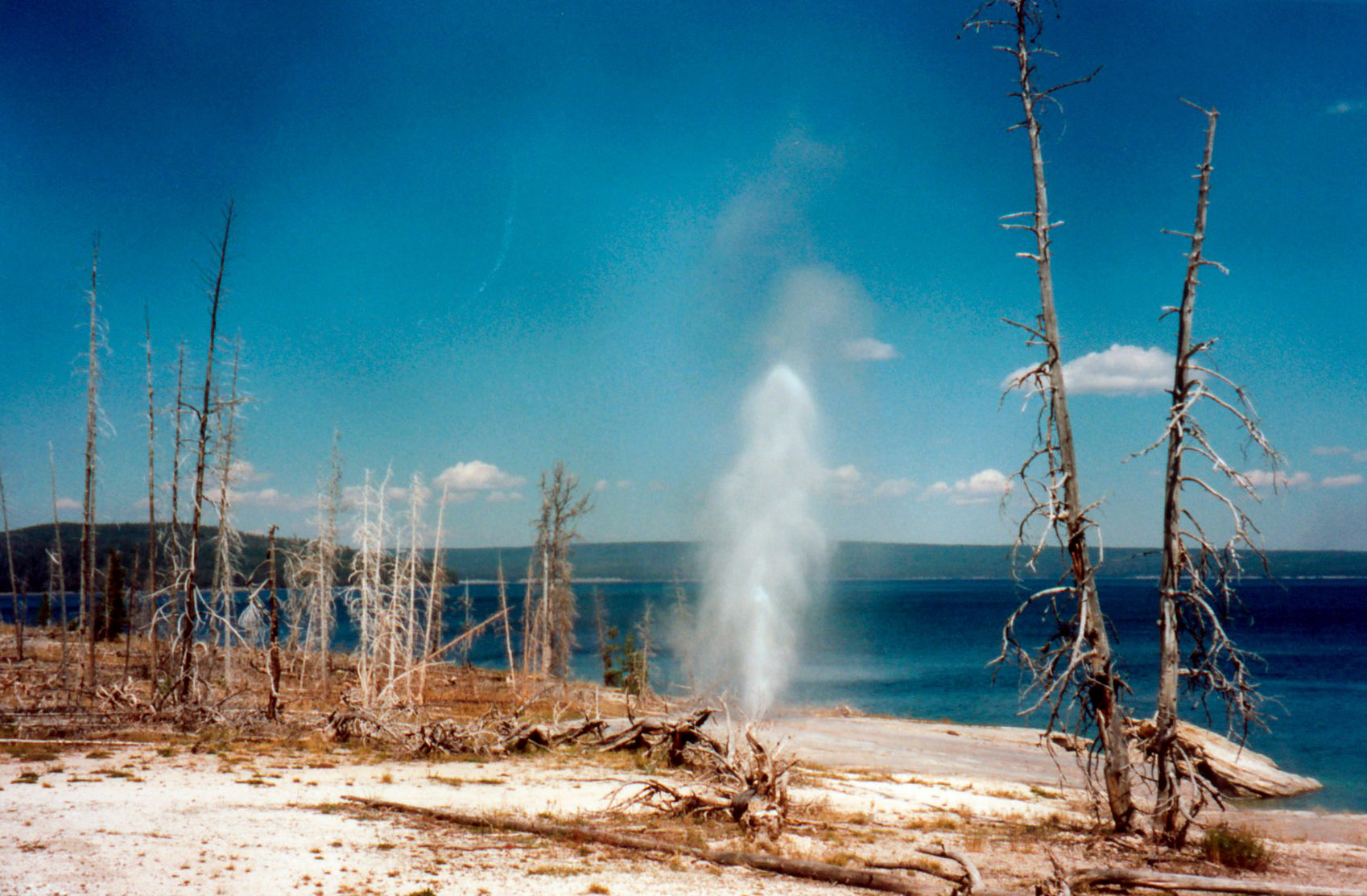
イエローストーン国立公園

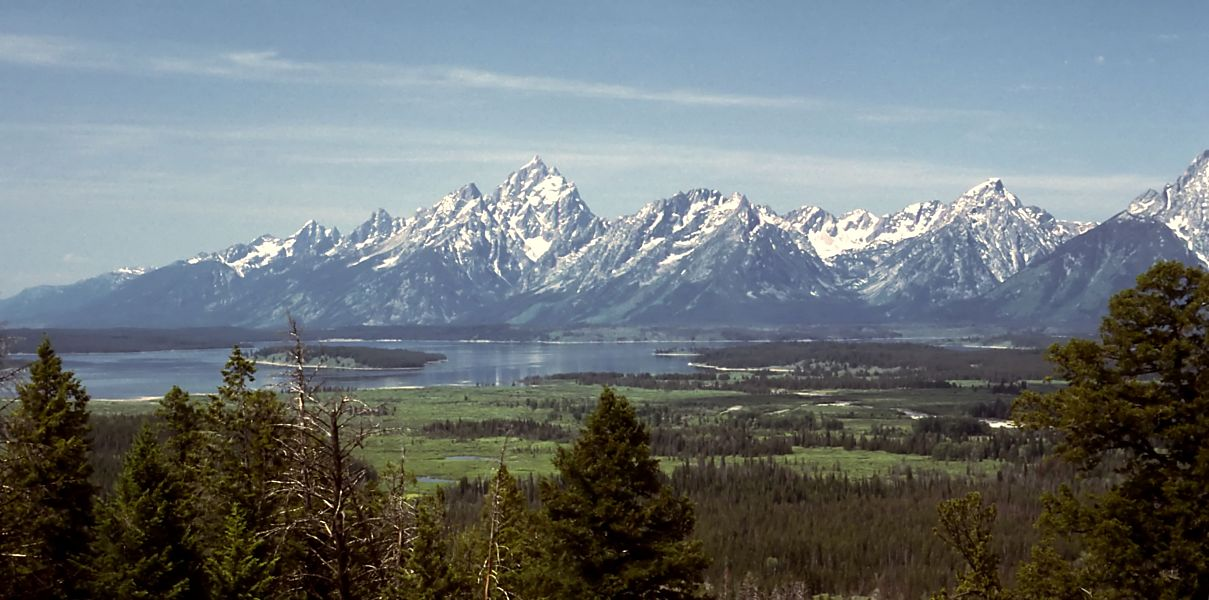
グランドティトン国立公園

ジャクソンホール (Jackson Hole) は、アメリカ合衆国ワイオミング州北西部に位置する谷。また、谷に位置する唯一の都市であるジャクソン市を指してジャクソンホールと呼ぶこともある。地名に Hole（穴）とあるが、これはこの谷の北側と東側の山が余りに高く、斜面が急であることから、初期のわな猟師たちが穴に入ったかのように感じたことからついたものであり、カルスト地形に見られるドリーネのような穴があいているわけではない。
ジャクソンホールは近隣のイエローストーン国立公園や谷の西半分を占めるグランドティトン国立公園への玄関口となっている。また全米屈指のスキーリゾートとしても知られている。そのため、ジャクソンホールはワイオミング州のみならず、全米でも有数の観光地となっている。ジャクソン市はそれらの観光地への拠点、および一帯の文化の中心地である。

## 歴史
古くからネイティブ・アメリカンはこの谷で狩猟や祭事を行なっていた。一方、1870年代に入るまでこの谷には入植者が永住することはなかった。この地に最初に足を踏み入れた白人はルイス・クラーク探検隊に加わっていたジョン・コルター (John Colter) である。コルターは1806年にこの谷を訪れ、ティトン山地やイエローストーンを含む紀行文を著した。コルターの紀行文に記された内容は、当時の白人には懐疑的に受けとめられた。
19世紀前半には、この一帯には山岳探検家やわな猟師が行き交い、探索や狩猟を行なうようになった。地名は19世紀初頭にこの地域を探索し、狩猟を行なっていたわな猟師、デイビッド・エドワード・ジャクソン (David Edward Jackson) に由来している。

## 地理

ワイオミング州におけるティトン郡の位置

ジャクソンホールはワイオミング州北西部、ティトン郡 (Teton County) に位置している。谷の西半分をグランドティトン国立公園が占めている。谷の北側にはジャクソン湖 (Jackson Lake) がある。谷の南端には一帯で唯一の正式な都市であるジャクソン市が位置している。谷の平均標高は2,000mに近い。
ジャクソンホールは年間降水量約300-400mmと乾燥しており、標高が高く、周囲を急斜面の山々に囲まれているため、冬になるとしばしば放射冷却によって急激に冷え込む。1993年には、この放射冷却によって気温が著しく下がり、氷点下53度を記録した。ジャクソンホールはワイオミング州の最低気温が記録された地でもある。1933年、谷にあるモラン（Moran）の村において氷点下54.4度が記録された。
ジャクソンホールに位置する正式な都市・町村はジャクソン市のみである。ジャクソン市のほかにもいくつかの村が存在するが、それらは所属未定地という扱いになっている。ジャクソン市の人口は10,760人（2020年の国勢調査）。ティトン郡の郡庁所在地であり、ジャクソンホールの観光・文化の中心でもある。ジャクソン市はアイダホ州にもまたがる小都市圏を形成している。
ジャクソン市は北緯43度28分31秒 西経110度46分9秒 / 北緯43.47528度 西経110.76917度（43.475403, -110.769186）に位置する。ジャクソン市の標高は1,900mである。アメリカ合衆国統計局によると、ジャクソン市の総面積は7.4km²（2.8mi²）である。市全域が陸地であり、水域はない。

## 観光と文化

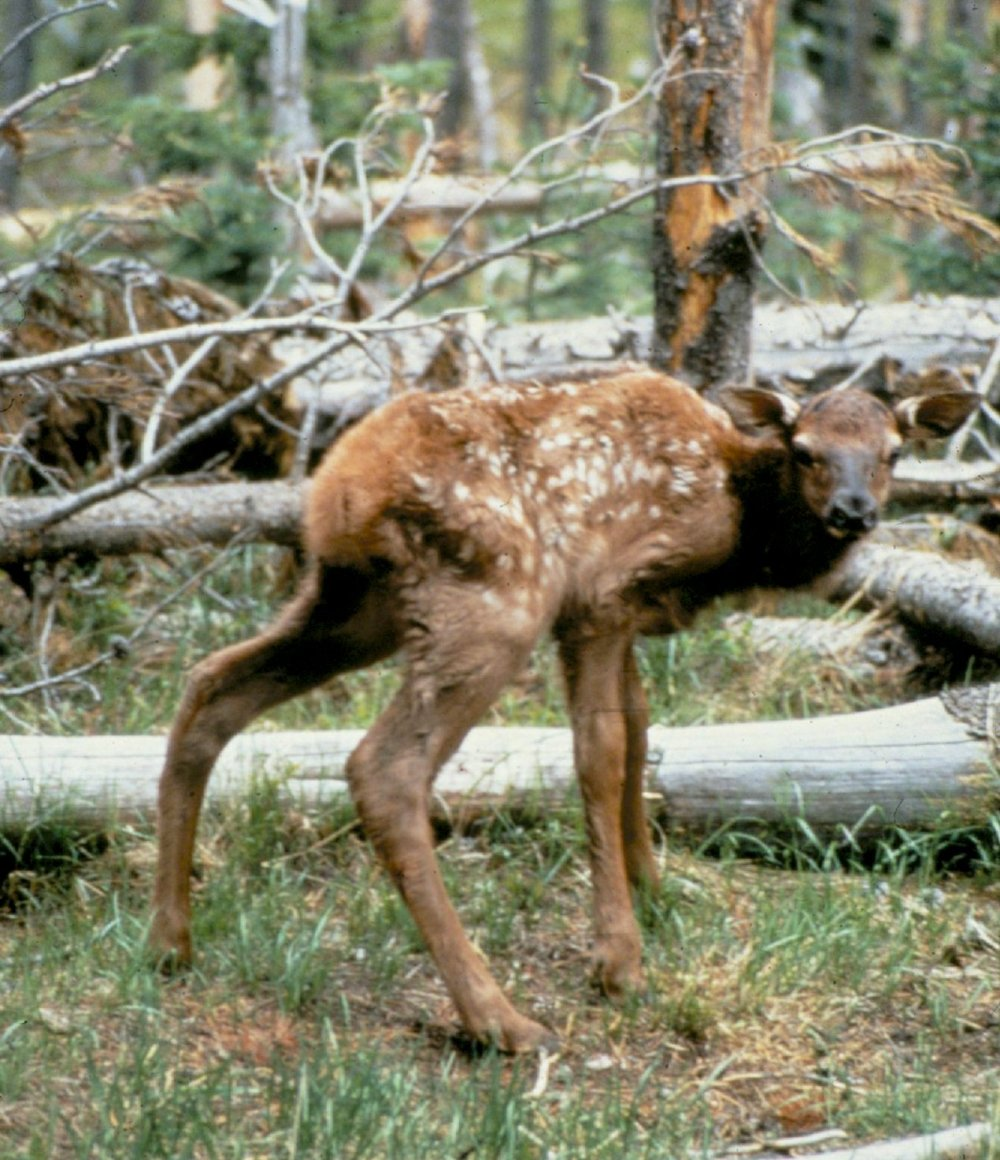
グランドティトンのアカシカ

ジャクソンホールはワイオミング州のみならず、全米でも有数の観光地である。イエローストーン国立公園やグランドティトン国立公園には1年を通して観光客が押し寄せる。冬になるとアカシカの群れが牧草を食べるためにこの谷に降りてくる。この時期には観光客はアカシカの引くソリを楽しむことができる。近辺にはアカシカの国立保護区も設定されている。
また、ジャクソンホールはスキーリゾートとしても知られており、周辺にはジャクソン・ホール・マウンテン・リゾート（Jackson Hole Mountain Resort）、スノー・キング、グランド・タギー・リゾート（Grand Targhee Resort）といったスキーエリアが広がっている。これらのスキーリゾートにおけるアルペンスキーに加え、スキニー・スキーズでは、クロスカントリースキーを楽しむこともできる。
毎年カンザスシティ連邦準備銀行が主催する経済政策シンポジウム（ジャクソンホール会議）が開催される地としても知られ、世界各国から中央銀行総裁・政治家・学者・評論家らが参加する。またフォーシーズンズ・ホテルをはじめとする高級リゾートホテルや豪奢な別荘、観光客向けのレストランや土産物店なども多い。
これらの観光地への拠点となるのはジャクソン市である。ジャクソン市はまた、この一帯の文化の中心でもある。5月の戦没将兵記念日にはオールド・ウェスト・デイズというイベントが開かれ、地元住民や観光客、さらには近隣に住むネイティブ・アメリカンも参加してダンスやパレードを楽しむ。夏にはグランドティトン音楽祭が、9月中旬にはジャクソンホール秋の芸術祭がそれぞれ開かれる。ジャクソンホール・ライターズ・カンファレンスもジャクソン市で開かれる。
19世紀から現代に至るまでの野生生物を題材とした作品を展示する国立野生生物美術館や、ジャクソンホール一帯の人類史・自然史を紹介するジャクソンホール博物館が立地するのもジャクソン市である。

## 交通

### 航空
ジャクソンホールの玄関口となる空港はジャクソンホール空港（Jackson Hole Airport、IATA: JAC）である。全米有数の観光地だけあって、シカゴ・オヘア国際空港、ダラス・フォートワース国際空港、デンバー国際空港、ハーツフィールド・ジャクソン・アトランタ国際空港、ソルトレイクシティ国際空港、ミネアポリス・セントポール国際空港などからのデルタ航空やユナイテッド航空などの航空会社各社のハブ空港からの便があり、人口規模の割にはアクセスに至便である。

### バス
アムトラックの駅やグレイハウンドのバスターミナルはないが、ジャクソンホール・エクスプレスのバスがジャクソンホールとソルトレイクシティを1日1往復運行されている。バスは途中アイダホフォールズに停車する。地域内の交通としては、南ティトン地域高速交通 (START)の路線バスがジャクソン市やジャクソンホール一帯、さらには隣接するスターバレーをカバーしている。

### その他
鉄道の乗り入れはない。また州間高速道路の出入り口もない。

## 人口動勢
以下は2000年国勢調査におけるジャクソン市の人口統計データである。
| 基礎データ - 人口: 8,647人 - 世帯数: 3,631世帯 - 家族数: 1,670家族 - 人口密度: 1,171.4人/km²（3,037.2人/mi²） - 住居数: 3,861軒 - 住居密度: 523.1軒/km²（1,356.2軒/mi²） 人種別人口構成 - 白人: 89.37% - アフリカン・アメリカン: 0.21% - ネイティブ・アメリカン: 0.77% - アジア人: 0.62% - 太平洋諸島系: 0.03% - その他の人種: 7.62% - 混血: 1.36% - ヒスパニック・ラテン系: 11.84% 年齢別人口構成 - 18歳未満: 18.4% - 18-24歳: 13.9% - 25-44歳: 43.7% - 45-64歳: 18.2% - 65歳以上: 5.8% - 年齢の中央値: 31歳 - 性比（女性100人あたり男性の人口） - 総人口: 117.5 - 18歳以上: 118.4 | 世帯と家族（対世帯数） - 18歳未満の子供がいる: 23.5% - 結婚・同居している夫婦: 34.4% - 未婚・離婚・死別女性が世帯主: 7.1% - 非家族世帯: 54.0% - 単身世帯: 29.9% - 65歳以上の老人1人暮らし: 4.4% - 平均構成人数 - 世帯: 2.35人 - 家族: 2.97人 収入と家計 - 収入の中央値 - 世帯: 47,757米ドル - 家族: 53,915米ドル - 性別 - 男性: 31,152米ドル - 女性: 24,307米ドル - 人口1人あたり収入: 25,004米ドル - 貧困線以下 - 対人口: 6.8% - 対家族数: 2.6% - 18歳未満: 7.3% - 65歳以上: 8.8% |